# Tammer Wassertürme

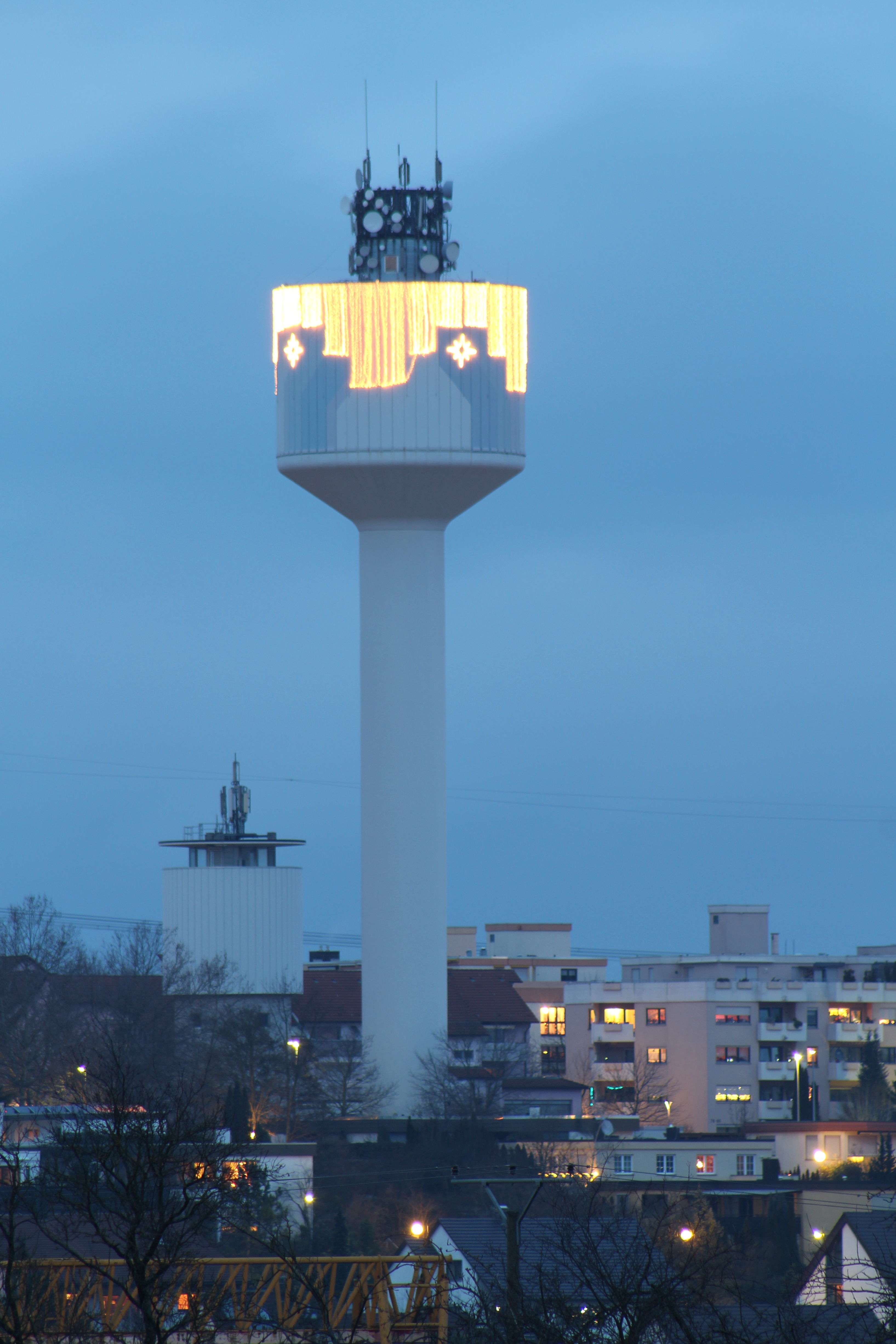
Tammer Wassertürme, 2014

Die Tammer Wassertürme sind zwei Wassertürme in der baden-württembergischen Gemeinde Tamm. Das Wasser in den Türmen stammt aus dem Bodensee.

## Kleiner Turm
Der kleine Wasserturm in Tamm wurde 1963 errichtet. Er ist 22,13 Meter hoch und hat ein Behältervolumen von 300 Kubikmetern.

## Großer Turm
Der große Wasserturm in Tamm wurde 1974 errichtet. Er ist 60,98 Meter hoch und hat ein Behältervolumen von 1200 Kubikmetern. Der große Turm ist vorrangig zur Versorgung der mehrgeschossigen Wohnbebauung im Ortsteil Hohenstange notwendig. Dieser Turm trägt in der Weihnachtszeit eine Lichtdekoration.